# Shanghai International Finance Centre

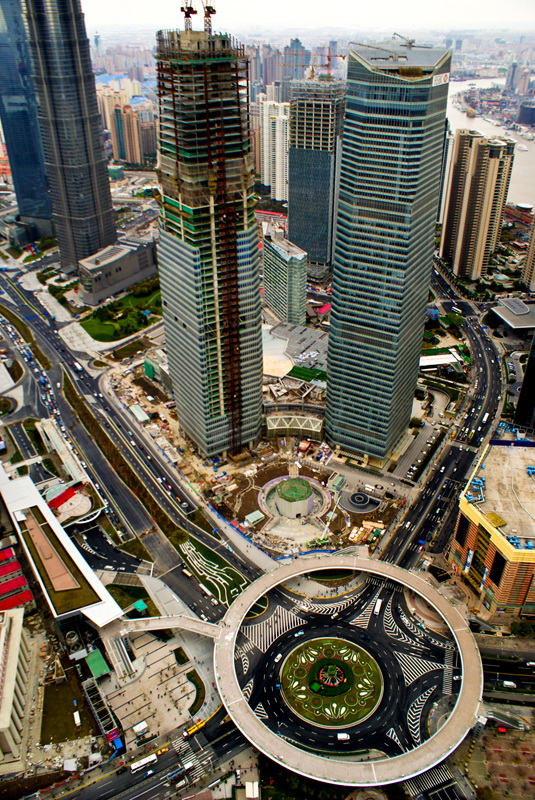
El Shanghai IFC en construcción en abril de 2010

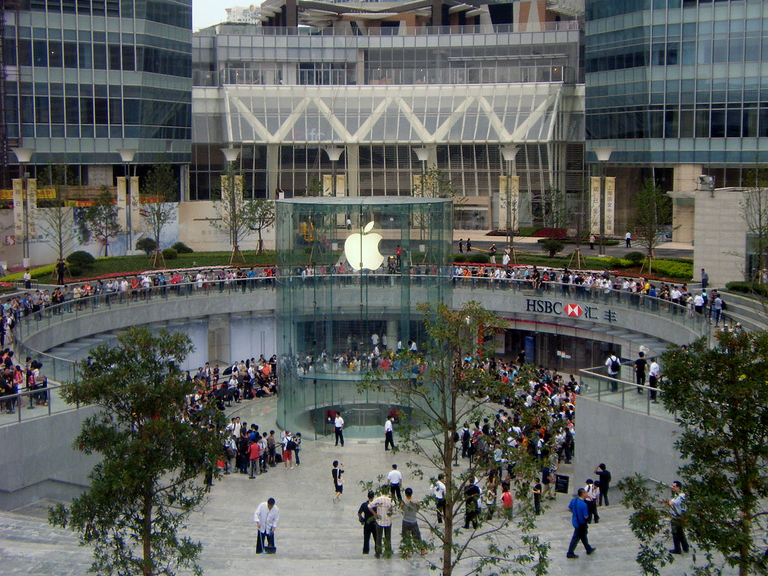
Plaza del Shanghai IFC, con el Apple Store por debajo de ella.

El Shanghai International Finance Centre, abreviado habitualmente Shanghai IFC, es un complejo de rascacielos y un centro comercial (llamado Shanghai IFC mall) situado en Shanghái, China. Contiene dos rascacielos de 249,9 metros (torre sur) y 259,9 metros (torre norte) que albergan oficinas y un hotel, y un edificio de 85 metros detrás de las dos torres.
El Shanghai IFC está situado en Lujiazui, en el distrito de Pudong. Ocupa una posición destacada al sudeste de la rotonda de Lujiazui, en diagonal a la Oriental Pearl Tower y frente al Super Brand Mall. Está al lado de la Estación de Lujiazui de la Línea 2 del Metro, y se puede acceder directamente desde la estación subterránea mediante un túnel.
La torre sur del Shanghai IFC y parte del otro edificio se completó en 2009, mientras que la torre norte y el resto del complejo fue finalizado en 2010. El trabajo continuó varios años después en aspectos periféricos del proyecto, como ajardinamiento y conexiones con puentes peatonales a edificios cercanos y al Parque Central de Lujiazui.
El Hotel Ritz-Carlton ocupa la torre sur, mientras que la torre norte alberga la sede de HSBC en China. Otros importantes ocupantes del complejo son un Apple Store bajo la plaza hundida del edificio (coronada por una claraboya cilíndrica de cristal que se eleva desde la plaza), un cine de varias salas, y un supermercado Citysuper. El resto de la superficie comercial está ocupada principalmente por restaurantes exclusivos y marcas de moda de lujo internacionales.
Shanghai IFC, como su proyecto hermano International Finance Centre en Hong Kong, fue promovido por Sun Hung Kai Properties.

## Los leones de HSBC
Manteniendo una tradición que comenzó con el histórico HSBC Building cruzando el Río Huangpu en el Bund, la parte frontal de la torre norte contiene un par de leones de bronce, el cuarto par de copias del original que adornaba la antigua sede del banco en Shanghái. 
Los dos leones originales están ahora en manos del Museo de Historia de Shanghái (que en la actualidad no tiene domicilio permanente) y están separados en la exposición del Museo bajo la Oriental Pearl Tower y el Museo Bancario de Shanghái, ambos cerca, en Lujiazui. Las copias del Shanghai IFC fueron realizadas a partir de los leones de la sede de HSBC en Hong Kong; las otras dos copias (en la sede mundial de HSBC en Londres y el histórico HSBC Building de Shanghái) fueron realizadas a partir las copias de Hong Kong y los originales de Shanghái, respectivamente.